# Simoca
Simoca – miasto w Argentynie, w prowincji Tucumán, stolica departamentu o tej samej nazwie.
Według danych szacunkowych na rok 2010 miejscowość liczyła 8 351 mieszkańców.